# Église Saint-Martin de Vendresse
L'église Saint-Martin est une église située à Vendresse, en France, datant du XIIe siècle, qui a fait l'objet de transformations tout au long de son histoire.

## Description
L'église est en pierres blanches de Chéhéry. La partie la plus ancienne, du XIIe siècle, est le chœur et le soubassement de la tour à lanternon. Le portail occidental, assez simple, date du premier âge gothique. Les travées de la nef sont plafonnées. Les bas-côtés sont voutés sur croisées d'ogives.
Au-dessus d'une petite porte, dans la façade nord de l'église, subsiste une inscription révolutionnaire, datant de la fin de 1793 ou du début de 1794, et faisant référence au Culte de la Raison et de l'Être suprême : « Le peuple français reconnaît l'Être suprême et l'immortalité de l'âme. »
Parmi le mobilier religieux, il faut remarquer les fonts baptismaux romans, avec quatre têtes encadrant la cuve, un homme tirant la langue, et les dalles funéraires.
Les dalles conjointes d'Érart de Chalendry, mort en 1480, et de sa fille Gérarde, morte en 1500, sont particulièrement intéressantes. Érart de Chalendry, seigneur de Neufmanil, était un vassal du comte de Nevers et de Rethel. Le monument funéraire, placé dans le bas-côté sud de l'église, est une pierre bleue de 2,75 m sur 1,85 m. Cette pierre bleue est peu courante dans cette partie des Ardennes, elle est plus habituelle dans la partie septentrionale et dans l'art funéraire mosan, et provient d'une carrière de calcaire givetien. Les défunts sont représentés debout sous un dais, un lévrier couché aux pieds de l'homme, un lion aux pieds de la jeune femme (si l'on en croit la crinière). Le chien est le symbole de la fidélité, le lion est un animal polysémique et peut symboliser la force du croyant. Habituellement, le lion est davantage l'apanage du seigneur, et le chien celui de la dame. Deux autres caractéristiques de cette dalle sont à remarquer dans l'effigie de ce noble Érart : le portrait est relativement individualisé, avec des cheveux longs, et des yeux oblongs et écartés, et son allure est peu militaire par rapport aux autres dalles existantes en Ardennes avec un vêtement au-dessus de l'armure, l'absence d'armet et d'épée,.
Une plaque funéraire, en marbre noir, fixée verticalement, est consacrée à la famille, Jean Lebœuf décédé le 1er octobre 1573, Marie Rohart son épouse décédée le 26 mai 1596, Poncelet Le Bœuf, bourgeois de Paris décédé le 9 septembre 1631, Jean Le Bœuf décédé le 17 octobre 1640. Enfin, deux autres dalles funéraires, avec blason et inscription, sont dédiées à Pierre Joseph Poschet, écuyer, décédé à Lalobbe le 22 août 1762, âgé de 67 ans, et à Marie Philippe Jabart, veuve de Louis Poulain, maître de forges de Boutancourt, décédée le 10 mai 1733, âgée de 55 ans.

## Localisation
L'église est située au centre de la commune de Vendresse, rue de l’Église, dans le département français des Ardennes.

## Historique
L'édifice a été l'objet de plusieurs bouleversements et reconstructions. Il a été construit vers 1155. La partie la plus ancienne correspond au chœur et au soubassement du clocher. Les habitants se sont employés à la fortifier au XVIe siècle et XVIIe siècle. Les bas-côtés de la nef ont été construits du milieu du XVIe siècle eu début du XVIIIe siècle. Côté sud, ils sont munis de canonnières. La tour porte la date de 1595 mais a été en partie refaite au XVIIIe siècle. L'église a été agrandie encore au XIXe siècle,.
De février 1789 à mars 1791, elle a eu comme curé Nicolas Diot, futur évêque constitutionnel du département de la Marne.
En 1972, l'église est inscrite au titre des monuments historiques. Elle fait l'objet de travaux de restauration de 2008 à 2011, remettant notamment en état la couverture, les murs de la nef, les enduits intérieurs et les vitraux,,.